# Helliconia
Ne doit pas être confondu avec le genre de fleurs Heliconia
La trilogie d'Helliconia (titre original : Helliconia) est un cycle de livres de science-fiction écrit par Brian Aldiss, situé sur une planète semblable à la Terre, Helliconia. C'est une épopée relatant l'apogée et la chute d'une civilisation sur plus de mille ans, à mesure que la planète traverse ses saisons incroyablement longues, chacune durant plusieurs siècles. 
La trilogie se compose des romans Le Printemps d'Helliconia (1982), Helliconia, l'été (1983) et L'Hiver d'Helliconia (1985).

## Résumé
Le personnage central n’est pas une personne mais la planète elle-même. Son fonctionnement rappelle « l'hypothèse Gaïa » de James Lovelock, mais peut aussi être lu comme une introduction à la géo-histoire de l'environnement. Le cycle donne des détails réalistes et crédibles sur la planète à partir des perspectives de plusieurs champs d’études : astronomie, géologie, climatologie, géobiologie, géohistoire de l'environnement, microbiologie, religion, société, et beaucoup d’autres — pour lesquels Aldiss s'est fait aider par des professeurs de l’Université d'Oxford. Le prophète et martyr Naab, la manière dont sa mémoire évolue avec le temps, d’insignifiant à fondamental, ne sont pas sans rappeler une certaine lecture de Jésus.
Ces différents aspects de la planète interagissent : chaque élément affecte les autres. 
Les trois tomes se déroulent dans l'univers réel, dans quelque six mille ans. Une station spatiale de la Terre, Avernus, tourne autour d'Helliconia et observe de près la planète, y compris les activités de ses habitants intelligents. La tentation d'intervenir dans les affaires d'Helliconia est un dilemme récurrent pour les habitants d’Avernus.
Helliconia accomplit une très longue année, l'équivalent de 2 500 années terriennes, et les températures globales varient énormément sur les années. Un thème majeur de la trilogie est la fragilité de la civilisation humaine dans le contexte des changements climatiques, et la capacité de l'humanité à préserver et à recréer la civilisation.  
Helliconia est peuplée de deux espèces intelligentes, les humains et les Phagors. Les humains ne sont pas tout à fait les mêmes que sur Terre, mais une espèce remarquablement proche.

## Helliconia

### Astronomie
Helliconia se trouve dans un système solaire binaire qui consiste en une naine jaune-orange semblable au Soleil, Batalix, et en une étoile plus chaude et plus brillante, Freyr. Helliconia est en orbite autour de Batalix, qui elle-même tourne autour de Freyr. Le système Batalix-Freyr est censé se trouver dans la constellation d'Ophiuchus, à mille années lumière de la Terre.
Helliconia accomplit sa révolution autour de Batalix en 480 jours terriens, qui sont appelés la « petite année ». L'orbite d'Helliconia autour de Freyr, la « grande année », est une très longue ellipse et dure approximativement 1800 petites années (2500 années terriennes). Alors que les changements liés aux saisons dans la petite année sont plus faibles que ceux de la Terre, les longues saisons de la grande année sont beaucoup plus marquées. Quand elle est loin de Freyr, la luminosité de Batalix produit les conditions d'un âge glaciaire. Cependant, l'activité de Freyr est beaucoup plus forte que celle de Batalix, de sorte que lorsque Helliconia approche de Freyr, les tropiques d'Helliconia se réchauffent plus que ceux de la Terre.

### Géographie
Helliconia est un peu plus grande que la Terre mais l’inclinaison de son axe est plus faible. Cela veut dire que les saisons de la petite année sont plus douces mais que la planète a d’énormes calottes polaires, pouvant même persister lors du Grand Été. Les surfaces habitables sont comparables à celles de la Terre.
Il y a trois continents : un continent tropical — Campannlat —, un continent nord — Sibornal — et un continent sud — Hespagorat. Le Printemps d’Helliconia et Helliconia, l’été ont lieu sur le continent tropical, doté d’une riche biodiversité, et L'Hiver d'Helliconia se centre sur Sibornal où un environnement plus rude encourage les progrès technologiques. Le continent sud figure dans Helliconia l'été ; il est décrit dans le voyage d'un capitaine dont l'entreprise exploite la glace d'un glacier.
Helliconia abrite également quelques villes : 
- Pannoval
- Oldorando
- Ottaassaal
- Matrassyl
- Askitosh
- Lordryardry

### Biologie
La trilogie décrit plusieurs variétés de plantes et d'animaux imaginaires et la manière dont ils font face aux conditions de vie extrêmes dues au climat. La plus mémorable est le Ver de Wutra, une immense créature dont la longévité couvre la grande année, l'équivalent sur Helliconia d'un dragon. L'été, les jeunes vers volent dans les airs et l'hiver, les vers adultes sans ailes vivent dans un grand réseau de tunnels souterrains.

### Les Phagors
Les Phagors sont des êtres humanoïdes couverts de fourrure blanche, à peu près de la taille des humains mais avec des traits vaguement bovins. Leur sang, comme celui de tous les animaux adaptés à la période glaciaire, est de couleur jaune. Bien que leur organisme soit parfaitement adapté au froid, les Phagors supportent la chaleur. En revanche, ils craignent l'eau liquide qui fait perdre à leur pelage son isolation. Ils sont intelligents et possèdent leurs propres langue et culture, mais leur civilisation est celle des chasseurs-cueilleurs. 
Les Phagors étaient l'espèce dominante sur Helliconia avant que le système Helliconia-Batalix soit capturé par Freyr. En raison des changements provoqués par le nouveau soleil, les humains ont rapidement évolué de créatures proches des singes en rivaux des Phagors pour la domination de la planète. Les Phagors les appellent les « Fils de Freyr ». Les humains et les Phagors sont depuis dans un conflit d'ampleur mondiale ; les Phagors dominant la période du grand hiver et les humains dominant le grand été.

### Les Humains
Les humains qui peuplent Helliconia ne sont pas de la même espèce que les terriens. Eux aussi sont adaptés à la vie sur la planète et ils subissent des transformations considérables lors des changements de saison. Un virus transmis par les tiques des Phagors provoque régulièrement une tragédie au printemps et à la fin du grand été, mais il modifie également l'apparence des survivants. Pendant l'été, les humains vivent plus longtemps et sont plus maigres. Pendant l'hiver, ils gagnent en poids mais perdent en longévité. 
Il existe également des races semi-humaines, les Protognostiques, qui partagent la planète avec les humains et les Phagors. L'importance de ces groupes varie mais ils vivent toujours en marge, méprisés des uns comme des autres. 

## Récompenses
- Nominations au prix Nebula du meilleur roman 1982 et 1985.
- Prix British Science Fiction 1982 pour Le Printemps d'Helliconia et 1985 pour L'Hiver d'Helliconia.
- Prix Kurd-Laßwitz du meilleur roman étranger 1984 pour Le Printemps d'Helliconia.
- Prix John-Wood-Campbell Memorial 1983 pour Le Printemps d'Helliconia.
- Prix Tähtivaeltaja pour la traduction finnoise de l'ensemble de la trilogie 1990.